# Lista de sismos em 2011
Nesta página encontrará os registros de sismos que ocorreram durante o ano de 2011.

## Lista
| Mês       | Dia | Localização do epicentro           | Magnitude | Locais atingidos                 | Vítimas fatais | Feridos      | Detalhes | Ref.        |
| --------- | --- | ---------------------------------- | --------- | -------------------------------- | -------------- | ------------ | -------- | ----------- |
| Fevereiro | 22  | próximo a Lyttelton, Canterbury    | 6,3 MW    | Ilha Sul, Nova Zelândia          | 185            | ~1,500–2,000 | Detalhes | [ 1 ] [ 2 ] |
| Março     | 11  | ao largo da costa do Japão         | 9,1 MW    | Japão                            | 15.894         | 6.152        | Detalhes | [ 3 ]       |
| Março     | 24  | a leste do estado de Shan, Myanmar | 6,8 MW    | Myanmar, Tailândia, China, Laos, | 151            | 212          | Detalhes |             |
| Maio      | 11  | Lorca, Múrcia                      | 5,1 MW    | Espanha                          | 09             | 403          | Detalhes |             |
| Outubro   | 23  | Vã, Turquia                        | 7,2 MW    | Turquia, Geórgia, Arménia, Irão  | 523            | 1650         | Detalhes |             |